# Acer 'Sensu'
Acer 'Sensu é uma espécie de árvore do gênero Acer, pertencente à família Aceraceae.